# Referendo constitucional no Burundi em 2005
A República do Burundi realizou um referendo constitucional em 28 de fevereiro de 2005.
A nova Constituição garante representação de ambos os grupos étnicos, ao estabelecer o compartilhamento de postos de trabalho que terão no parlamento, no governo e no exército, que havia sido dominado pelos tutsis desde a independência. A maioria dos partidos políticos deram  um voto "Sim" na enquete, mas algumas partes tutsi deram um voto "Não", afirmando que a nova Constituição não dá garantias suficientes tutsis. O dia da eleição foi pacífico e não foram relatados grandes incidentes. A taxa de participação dos eleitores foi alta e os resultados finais mostraram um apoio esmagador à nova constituição.

## Principais pontos da Constituição
- A composição étnica da Assembleia Nacional do Burundi é de 60% hutus e 40% tutsi. Três outros lugares são reservados para os membros do grupo étnico Twa, que representa cerca de um por cento da população nacional.
- Na Câmara Alta do parlamento, o Senado do Burundi, lugares são uniformemente divididos (50% 50%) entre hutus e tutsis.
- Postos Militares são partilhados igualmente entre os dois grupos.

## Resultados
| Resultado                          | Votos     | %      |
| ---------------------------------- | --------- | ------ |
| Votos Sim                          | 2,607,852 | 92.02  |
| Votos Não                          | 226,235   | 7.98   |
| Total (afluência: 92.4%)           | 2,834,087 | 100.00 |
| Votos inválidos                    | 60,285    |        |
| Total votos                        | 2,894,372 |        |
| Eleitores registrados              | 3,132,494 |        |
| Source: African Elections Database |           |        |